# Nymphon heterospinum
Nymphon heterospinum är en havsspindelart som beskrevs av Hedgpeth, J.W. 1949. Nymphon heterospinum ingår i släktet Nymphon och familjen Nymphonidae. Inga underarter finns listade i Catalogue of Life.